# 1982 en droit
Cet article présente les faits marquants de l'année 1982 en droit.

## Évènements
- Royaume-Uni : la Loi de 1982 sur le Canada et son annexe la Loi constitutionnelle de 1982 mettent fin aux liens constitutionnels existant entre le Canada et le Royaume-Uni.

### Février
- 23 février, référendum consultatif au Groenland : la population  s'exprime en faveur de la sortie de la CEE. À la suite de négociations menées par le Danemark, il restera tout de même dans la communauté européenne.

### Avril
- 21 avril, arrêt Pauletto concernant les conflits de lois dans le temps.

### Août
- 4 août : loi mettant fin à la pénalisation de l'homosexualité en France.

### Octobre
- 28 octobre : l'assemblée générale de l'ONU proclame, dans une résolution, la charte mondiale de la nature. La résolution a été adoptée avec 111 voix pour, 18 abstentions, alors que le représentant des États-Unis a, seul, voté contre.

### Décembre
- 10 décembre : adoption de la Convention des Nations unies sur le Droit de la Mer à Montego Bay, en Jamaïque.